# Texananus deversus
Texananus deversus är en insektsart som beskrevs av Delong och Hershberger 1949. Texananus deversus ingår i släktet Texananus och familjen dvärgstritar. Inga underarter finns listade i Catalogue of Life.